# Хасегау
Хасегау (на немски: Hassegau; Hassago, Hosgau) е гау-графство, територията между селищата Мансфелд, Наумбург, Хале и Ветин в херцогство Саксония и е принадлежал към мисионерската територия на манастир Херсфелд в Саксония-Анхалт.
На 26 септември 949 г. крал Ото I по молба на брат му херцог Хайнрих I Баварски и маркграф Екехард I фон Майсен предоставя доживотно част от собствеността си в Хасегау, на границата към епископство Мерзебург, на своя васал Хощайн и неговата съпруга Хинтодруф.

## Графове в Хасегау
- Бурхард III граф в Хасегау (Ветини)
- Деди I († 14 март 957), негов син, граф в Хасегау от 949
- Зигфрид, 13 юли 982), граф в Хасегау 961 – 980
- Бурхард (IV) († 13 юли 982), граф в Хасегау и Лизгау
- Деди II († 13 юли 982), негов брат, граф в Хасегау
- Рикберт, граф в Хасегау до 1009
- Бурхард I фон Гозек († 3 ноември 1017), граф на Гозек, граф в Хасегау 991 – 1017, от 1003 г. пфалцграф на Саксония
- Херман I (* ок. 980, † 1 ноември 1038), маркграф на Майсен, граф в Хасегау 1028
- Дитрих I (* 990, † 19 ноември 1034), 1021 граф в Хасегау, 1032 маркграф на Лужица
- Зигфрид († 1038), граф в Хасегау, внук на Бурхард IV
- Фридрих I фон Гозек († 1042), пфалцграф на Саксония, граф на Гозек, граф в Хасегау
- Хойер фон Мансфелд, граф в Хасегау (Дом Мансфелд), зет на пфалцграф Зигфрид II